# بام كونراد
بام كونراد (بالإنجليزية: Pam Conrad)‏ هي كاتِبة وكاتبة للأطفال أمريكية، ولدت في 18 يونيو 1947 في بروكلين في الولايات المتحدة، وتوفيت في 22 يناير 1996 في روكفيل سنتر في الولايات المتحدة.